# Hampsonodes comaltepeca
Hampsonodes comaltepeca là một loài bướm đêm trong họ Noctuidae.